# Filip Roms

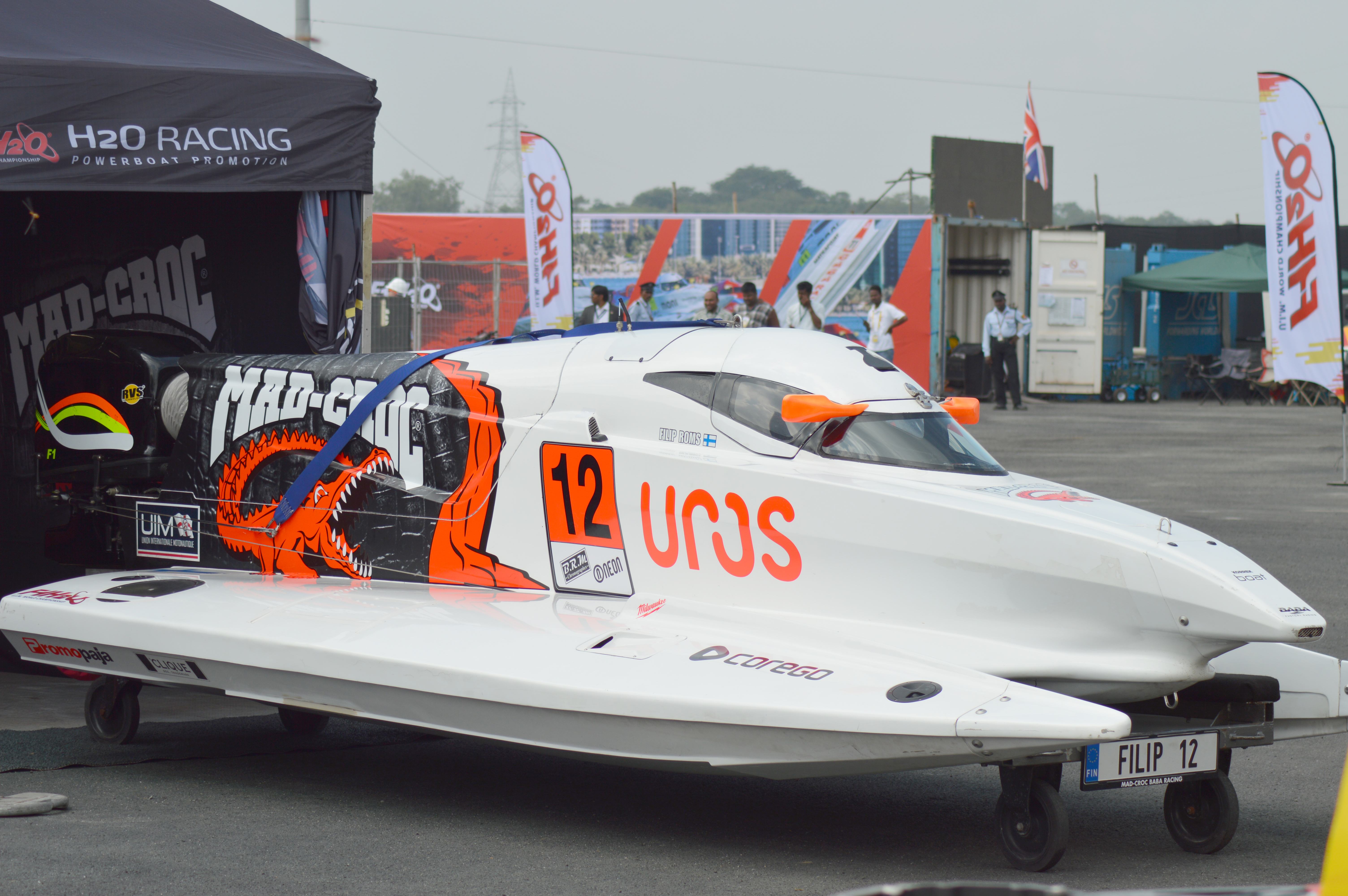
Filip Roms båt för Mad Croc BaBa Racing Team, Amaravati i Andhra Pradesh i Indien, 2018

Filip Roms, född 12 januari 1994 i Esbo i Finland, är en finländsk racerbåtförare. 
Han började tävla 2006 i klassen SJ15 Speedrace. Han gick från juniorklassen av racerbåtar via klassen T400 och F 4s till Formula 1 Powerboat World Championship 2012. Han var då den dittills yngste Formel 1-racerbåtföraren. Hans lagkamrat säsongen 2013 var den tvåfaldiga världsmästaren i sporten Sami Seliö. Han slutade 12:a i serien under sin första säsong.
Filip Roms bästa resultat har varit en sjätteplacering totalt 2016 i Formula 1 Powerboat World Championship. 

## Meriter
- 2021 - 18:e Formula 1 Powerboat World Championship
- 2019 - 18:e Formula 1 Powerboat World Championship
- 2018 - 12:e Formula 1 Powerboat World Championship
- 2017 - 14:e Formula 1 Powerboat World Championship
- 2016 – 6:e Formula 1 Powerboat World Championship
- 2015 - 10:e Formula 1 Powerboat World Championship
- 2014 - 11:e Formula 1 Powerboat World Championship
- 2013 - 13:e Formula 1 Powerboat World Championship
- 2012 - 12:e Formula 1 Powerboat World Championship
- 2011 - 4:e F4s Trophy
- 2008 - 1:a SJ-15 finländsk mästare
- 2006 - 1:a SJ-15 finländsk mästare
- 2006 - 2:a i SJ-15 finlandsmästerskap